# بیبی کی
بیبی کی (به انگلیسی: Baby K) با نام اصلی کلودیا ناهوم (زاده ۵ فوریه ۱۹۸۳) خواننده-ترانه‌سرا ایتالیایی است.